# 모니크 아스

모니크 아스(Monique Haas, 1909년 10월 20일 ~ 1987년 6월 9일)는 프랑스의 피아니스트이다.
파리에서 태어난 그녀는 파리 음악원에서 공부했고 1927년 Premier Prix 를 수상했다. 그녀는 루돌프 제르킨과 로베르 카자드쥐와 함께 공부했다. 그녀는 전 세계를 순회하며 20세기 음악의 연주로 많은 찬사를 받았다. 작곡가 프랑시스 풀랑크 자신도 뛰어난 피아니스트로서 그녀를 "피아노를 화려하게 치는 사랑스러운 모니크 하스(Monique Haas)"라고 칭했고, 앙리 뒤티외는 그녀를 " 라벨 음악의 유명한 해석가"로 묘사했다.
제1차 세계 대전의 여파로 자란 많은 프랑스 피아니스트와 마찬가지로 아스의 레퍼토리는 프랑스 음악의 중요한 표현이 특징이다. 쿠프랭과 라모의 작품, 모차르트와 하이든의 프로그램에도 정기적으로 출연했다. 슈만은 낭만주의를 소홀히 한 그녀의 중요한 예외였으며 그녀는 또한 그녀의 레퍼토리에 쇼팽의 연습곡도 포함시켰다.
그러나 아스가 가장 잘 기억되게 하는 것은 20세기 프랑스 음악의 연주자로서였다. 드뷔시의 녹음에는 그랑프리 뒤 디스크( Grand Prix du Disque )를 수상한 비교적 무시된 연습곡과 전주곡이 포함된다. 그녀는 또한 라벨 협주곡, G 장조 두 곡과 그의 완전한 피아노 솔로 음악을 녹음했다.